# Копја
Копја − (мађ. Kopjafa) је стари традиционални споменик од дрвета код Секеља.

## Опис
Висина му варира од 2 метра па до 3 метра, правоугаоног је облика и састоји се од четири стране са пет структуралних делова :
1. Врх, који служи као украсни део може имати разне облике као што су коњска глава, украсна капа, звезда, месец, тулипан или већ у зависности коме или чему је посвећено.
2. Чело, ту се, ако је о особи реч, урезују алатке, оружје или нешто што симболизује занимање те особе, или ако је реч о посвечивању копје неком догађају онда се гравирају симболи у вези тога. Ако је на овом месту изгравиран отворен венац онда је копја посвећена женској особи.
3. Надкриље, је избачени део копје које има улогу да штити натпис који долази испод њега од кише и снега. Ту се најчешће ставља и година која се урезује или арапским бројевима или симболима из Ровашког писма.
4. Тело, је место на копји које прима највише натписа о особи или догађају коме је копја посвећена. Оригинално је кориштено ровашко писмо а доласком хришћанства почиње да се користи мађарско латинично писмо.
5. Ноге, или део који се закопава у земљу.

## Значење
Свака поједина копја има тачно одређено наменско значење. У веровању Секеља стоји да је копја у ствари оружје које служи ратнику покојнику да се представи на оном свету или живом човеку, ако посвети копју неком догађају или сили, да се представи духовном свету или богу. Секељи су ова веровања донели из непрегледних азијских степа.
У веровању такође стоји да копје говоре о четири врховна божанства које су стари Секељи поштовали: Сунце, земљу, воду и ватру. Ова четири симбола се и најчешће налазе на копјама. Стари секељи су веома ценили биљке, цвеће, вероватно из практичних разлога, осим лепоте и украса оне су служиле као лекови, а наравно и за исхрану, па се цвеће као мотив налази на копјама, ручним радовима и на Секељ капијама. На копјама, тулипан, ако се налази при дну и из њега крећу остали мотиви онда значи да је посвећено женској особи која је у цвету младости. А ако је тулипан на врху онда је копја посвећена старијој женској особи, мајци.
Било који други облик, осим цвећа, је знак да је копја посвећена мушкарцу. Ако копја уместо цвећа има неко оружје значи да је у питању ратник, а и ту се разликују симболи за: пешадија (буздован), коњица (грива или глава коња, копље), ратни вођа (полумесец), племић (грб) и тако даље.

## Галерија
- Копја
- Копја
- Копја
- Копја
- Копја
- Копја
- Копја
- Копја
- Копја са Ровашким писмом
- Копја
- Копја (Nyerges-tető, Румунија)
- Копје у Трешњевцу

## Налажење
Данас се копје могу наћи и видети у Ердељу, спорадично у Мађарској, у местима које су насељени са Секељима, и у Војводини, на пример у малом и тихом селу Скореновцу.